# 四英里鎮區 (伊利諾伊州韋恩縣)
四英里鎮區（英語：Four Mile Township）是位於美國伊利諾伊州韋恩縣的一個行政鎮區。

## 地方資料
根據2010年美國人口普查的數據，四英里鎮區的面積為103.80平方千米，當中陸地面積為103.70平方千米，而水域面積為0.50平方千米。當地共有人口647人，而人口密度為每平方千米6.23人。